# Carpeta de los diez
Carpeta de los diez fue una agrupación de fotógrafos profesionales creada en Buenos Aires (Argentina) a mitad del siglo XX con el fin de analizar su trabajo fotográfico y realizar exposiciones.
Se fundó en 1953 por: Annemarie Heinrich, Anatole Saderman, Hans Mann, Jorge Friedman, Alex Klein, Fred S. Schiffer, Ilse Mayer, José Malandrino, Max Jacoby y Pinélides Fusco; aunque poco después también participaron Eduardo C. Colombo, Juan Di Sandro, Augusto Valmitjana y Boleslaw Senderowicz.
La creación del grupo se puede considerar un hito en la fotografía argentina ya que planteaba una forma de trabajar en la que discutían sobre sus propias obras y las analizaban de modo conjunto. Su primera exposición la realizaron en 1954 en la «Galería Picasso» ubicada en la calle «Florida». En el libro Fusco. El Fotógrafo de Perón (Aguilar, 2017) que escribió Matías Méndez, se publican el programa de esa muestra, la invitación firmada por Fusco y el manifiesto del grupo. 
La vida de este grupo fue corta. A finales de 1954, quedaban solamente seis de los fundadores. No obstante, posteriormente, este grupo ha tenido bastante relevancia. La Carpeta de los Diez se mantuvo activa hasta el año 1959. Parte de su historia se puede leer en el catálogo que editó la Galería Vasari con motivo de una exposición homenaje que se realizó en 2010.